# نهر أوتاوا
نهر أوتاوا هو نهر يقع معظمه ما بين مقاطعتي أونتاريو وكيبك الكنديتين. يعتبر أحد روافد نهر سان لوران ويلتقي به غرب مونتريال داخل مقاطعة كيبك.

## جغرافيا
يرتفع النهر من منبعه في بحيرة كابيميتشيغاما، في جبال لورانس في وسط كيبيك، ويتدفق غرباً إلى بحيرة تيميسكامينغ. من هناك فهو يمثل الحدود بين المقاطعات مع أونتاريو.